# Miliće
Miliće (Servisch cyrillisch Милиће) is een plaats in de Servische gemeente Kraljevo. De plaats telt 293 inwoners (2002).